# Portal casa (Peramea)
El Portal casa és una obra de Baix Pallars (Pallars Sobirà) inclosa a l'Inventari del Patrimoni Arquitectònic de Catalunya.

## Descripció
Gran porta dovellada d'arc de mig punt constituïda per dovelles de grans mides i acurada talla que s'obre a la planta baixa d'una casa amb dos pisos superiors i coberta a dues aigües, en una petita travessia coberta per un arc rebaixat a cada extrem i bigues de fusta a la part central.
La part inferior de la porta és també constituïda per grans blocs de pedra, encara que no de tan bona factura com els de l'arc. La resta del mur és de pedra no treballada i de mida inferior.